# Festuca caerulescens
Festuca caerulescens är en gräsart som beskrevs av René Louiche Desfontaines. Festuca caerulescens ingår i släktet svinglar, och familjen gräs. Inga underarter finns listade i Catalogue of Life.